# Coscinaraea monile
Espèce
Statut CITES
Coscinaraea monile est une espèce de coraux appartenant à la famille des Coscinaraeidae.